# MercyMe
I MercyMe sono un gruppo musicale christian rock statunitense originario di Greenville (Texas) e attivo dal 1994.

## Formazione
Attuale
- Bart Millard - voce (dal 1994)
- Nathan Cochran - basso (dal 1994)
- Michael John Scheuchzer - chitarre (dal 1994)
- Robin Shaffer - percussioni (dal 1994)
- Barry Graul - chitarre (dal 2003)

Ex membri
- James Bryson - tastiere (1994-2014)

## Discografia
Album studio
- 2001 - Almost There
- 2002 - Spoken For
- 2004 - Undone
- 2005 - The Christmas Sessions
- 2006 - Coming Up to Breathe
- 2007 - All That Is Within Me
- 2010 - The Generous Mr. Lovewell
- 2012 - The Hurt & The Healer
- 2014 - Welcome to the New
- 2015 - MercyMe, It's Christmas!
- 2017 - Lifer

Raccolte
- 2009 - 10
- 2013 - Playlist: The Very Best of MercyMe
- 2018 - I Can Only Imagine: The Very Best of MercyMe

Album indipendenti
- 1995 - Pleased to Meet You
- 1996 - Traces of Rain
- 1997 - Traces of Rain, Volume 2
- 1998 - The Need
- 1999 - The Worship Project
- 2000 - Look